# Coureur (film)
Coureur is een Vlaamse dramafilm uit 2018. Het is het langspeeldebuut van Kenneth Mercken.

## Verhaal
De jonge wielerbelofte Felix staat op het punt om in Italië een semiprofessioneel team te vervoegen. Hij wil koste wat het kost in de voetsporen van zijn fanatieke vader treden, die absoluut wil dat zijn zoon het verder schopt dan hij. Felix' frêle gezondheid blijkt echter niet opgewassen tegen de nietsontziende wielerwereld met zijn moordende concurrentie.

## Rolverdeling
| Acteur             | Personage |
| ------------------ | --------- |
| Koen De Graeve     | Mathieu   |
| Niels Willaerts    | Felix     |
| Serge-Henri Valcke | manager   |
| Karlijn Sileghem   | Gerda     |
| Gunther Lesage     | oom Willy |